# Alexandre de Simon de Palmas
Alexandre de Simon de Palmas, né le 9 septembre 1684 à Marseille et mort le 22 octobre 1747 à Grasse, est un ingénieur et botaniste français.

## Famille
Alexandre de Simon de Palmas est né dans une famille d'ancienne bourgeoisie originaire du Lyonnais, établie à l'Île de la Réunion, issue de Nicolas Simon (1639-1702), directeur de la monnaie à Lyon, directeur général des vivres de la marine.

## Biographie
Ingénieur en chef de 1724 à 1728, puis directeur général du Canal du Midi de 1728 à 1746, il est directeur de l'Académie des sciences, inscriptions et belles-lettres de Toulouse. Brigadier des Ingénieurs du roi durant les campagnes d'Italie, il commanda la seconde Brigade des Ingénieurs aux sièges de Demont et de Cony.
Il est le grand-oncle de Jean-Baptiste Symon de Solémy et le gendre de Jacques de Montbrault de La Servière, directeur général du Canal du Languedoc de 1699 à 1714. Il eut un fils naturel, ingénieur en chef de Mahé, de la petite-fille de François Andréossy.